# Crécerelle d'Australie
Falco cenchroides
Espèce
Statut CITES
Statut de conservation UICN

 LC  : Préoccupation mineure
La Crécerelle d'Australie (Falco cenchroides)  est une espèce de rapaces diurnes appartenant à la famille des Falconidae.

## Répartition
Cet oiseau vit à travers l'Australie et dans l'ouest de la cordillère centrale de Nouvelle-Guinée où il hiverne à travers toute l'île.